# 宮崎第一中学高等学校
宮崎第一中学高等学校（みやざきだいいちちゅうがくこうとうがっこう）は宮崎県宮崎市大字郡司分字平田迫甲に所在する私立中学校・高等学校。学校法人旭進学園（がっこうほうじんきょくしんがくえん）が運営しており、学園本部も校内に存在する。

## 概要
歴史
創立者、佐藤一一（さとうかずいち）は1942年（昭和17年）逓信省航空局都城航空機乗員養成所本科4期生として入所した。福岡県八女市筑後航空機乗員養成所、鳥取県米子市米子航空機乗員養成所に転属後、1945年（昭和20年）終戦のため繰り上げ卒業した。戦後、佐藤は宮崎県・鹿児島県で実業家として活躍した。占領軍による政策によって廃れゆく日本の伝統や文化の現実を目の当たりにした佐藤は、戦後日本の行く末を案じ教育復興に生涯を捧げることを決意した。1955年（昭和30年）佐藤は全私財を投げうって宮崎高等無線電信講習所を開所した。工業系でありながらも郷土の偉人や古典、神話、修身、教育勅語などを教育に多く取り入れ日本文化の固持に務める教育方針であった。1965年（昭和40年）いわゆる一条校としての高等学校である、宮崎電子工業高等学校を開校。同時期に学校法人旭進学園も成立した。その後、宮崎高等電波学校、宮崎電子工学院と名称を変更し、1966年（昭和41年）に旭進学園系列のしろはと保育園を開園した。1978年（昭和53年）再び学校名を宮崎第一高等学校に変更し、普通科系と実業系を合わせた4学科を有する総合学園が完成。1994年（平成6年）に中等部が開校し中高一貫校となる。以後、学校法人旭進学園宮崎第一中学高等学校として今日に至る。毎年11月1日を創立記念日としている。2015年（平成27年）には学園創立60周年を記念して宮崎県立芸術劇場で記念式典が行われた。
設置課程・学科
- 普通科 - 全学年2学級。部活での進学や就職を目指す。
- 国際マルチメディア科 - 全学年2学級。情報処理と商学を学ぶ。簿記やMicrosoft Office Specialistの対策もカリキュラムに含まれる。
- 電気科 - 全学年1学級。電気工事技術電子について学ぶ。第二種電気工事士資格取得を目指す。
- 文理科 - 全学年4学級。一般普通科高校の普通科に当たり主に大学進学を目指す。中等部から高等部へ内部進学するクラスと、高校から外部進学するクラスに分けられている。1年生ではそれぞれ習熟度によってクラスが編成され、2年生からは文系と理系によってクラスが分かれる。但し内進生、外進生のそれぞれ1つ設けられる特別クラスに限っては1年と同様の文理混合のクラスとなる。
- 中等部 - 中高一貫教育で、大学進学を目標としたカリキュラムが編成される。文理科に内部進学する。

建学の精神（五つの誓い）
五つの誓いとは、佐藤一一が建学の際に誓い、後に生徒に与えた訓戒である。学園訓とされている。
```
  
健
・・・健康な身体と健全なる精神
  
徳
・・・高い人徳と教養ある品性
  
勇
・・・勇気ある行動とたくましい根性
  
断
・・・正しく確かな判断力と実践
  
美
・・・優雅な心と優れた知性美
```

校訓
- 自主徹底・真理探求・融和団結

校長訓
- 発心・決心・継続心

五ヶ条の生徒心得
五ヶ条の生徒心得とは学園創始当初に定められたものであるが、現在では生徒手帳でのみ確認することができる。
- 我々は、旭進学園の生徒として、常に校則を順守し、師を敬い先輩をしたい後輩を慈みます。
- 我々は、旭進学園の生徒として、世界の平和を祈念し、常に国家社会のお役に立つように心がけ努力いたします。
- 我々は、旭進学園の生徒として、常に切磋琢磨勉学に努めます。
- 我々は、旭進学園の生徒として、常に信義を重んじ父母に孝、兄弟に愛、社会道徳を順守いたします。
- 我々は、旭進学園の生徒として、常に校風と伝統の高揚に心掛け品位ある学園の建設に務めます。

校章
創立者佐藤一一が戦前パイロットとして活躍し、戦後は無線電信講習所を開設した所以で、レシプロ機（プロペラ機）の正面と無線アンテナを組み合わせた意匠となっている。
スクールカラー
青色が制式色に定められている。制服、校舎の色、生徒手帳からも確認できる。
スクールキャラクタ
学校PRのためジャンプ君の愛称で知られるゆるキャラよろしく、虎をデフォルメしたキャラクタが存在する。体育服やスクールバス、パンフレット、ノートなど学園グッズに数多く起用されている。
校歌
作詞は清武肇、作曲は柿木吾郎、編詞は生徒会。制定時期1965年。無線電信講習所時代から様々な歌詞バージョンが存在する。
同窓会組織
同窓会組織として旭進学園同窓会と宮崎第一高校硬式野球部OB会の2つが存在する。
修学旅行先の変遷
創立者である佐藤は大戦中に自国の存続の為に多くの日本人が命を落としていったのにも関わらず、その犠牲を忘れて繁栄を謳歌する日本の若者に失望していた。そんな折、佐藤は韓国に出向く機会があり、韓国の若者達が朝鮮戦争から立ち直ろうと必死な姿を目にし、いたく感動し韓国への修学旅行を決意した。

## 沿革
- 1955年11月1日 - 宮崎市別府町に宮崎高等無線電信講習所開所、所長に佐藤一一が就任
- 1964年12月2日 - 学校教育法第一条に基づき、県下6番目に、宮崎県知事より高等学校設置認可
- 1965年4月1日 - 宮崎市田吉に宮崎電子工業高等学校開校、校長に佐藤一一が就任（無線通信科、電子技術科、電気科、1学年200名、総定員600名）
- 1965年4月2日 - 校歌制定
- 1965年8月3日 - 郵政大臣の認定校となり、無線通信士の国家試験（英語・通信術・無線工学の基礎）の3科目免除校になる
- 1965年12月24日 - 第1回強歩会開催
- 1966年3月31日 - 鉄筋コンクリート4階建、六角形普通教室2584.44平方メートル新築
- 1966年4月1日 - 宮崎高等電波学校を宮崎電子工学院に改名
- 1967年3月31日 - 鉄筋コンクリート4階建、管理棟兼実験実習室2847.52平方メートル新築
- 1968年12月1日 - 学園用地2847.52平方メートルを買収
- 1970年4月1日 - 電子経営科、電子商業科、工業基礎科の3学科を設置（総定員1200名、1学年400名に変更）
- 1971年1月7日 - 6メートル通学路完成
- 1971年5月14日 - 日本電気のNEAC-1240型電子計算機を導入
- 1972年5月7日 - 韓国への修学旅行が始まる
- 1972年6月1日 - 校長に高山義盛が就任
- 1972年9月14日 - 県下養老院での清掃奉仕作業が始まる
- 1972年9月26日 - 校長の高山義盛がクモ膜下出血の為死去
- 1972年10月1日 - 校長に川良義光が就任
- 1973年4月1日 - 工業基礎科を普通科に、電子技術科を電子科に改名
- 1973年5月2日 - 韓国・光云電子工業高校と姉妹校締結
- 1974年3月31日 - 普通科・情報技術科の2学科を廃止
- 1974年4月1日 - 綾・本庄・高岡線のスクールバス運行が始まる
- 1975年4月1日 - 校長に富永雅顕が就任
- 1975年6月28日 - 学園20周年記念行事として、台湾、沖縄の海洋大学で視察を実施
- 1975年7月1日 - 台湾の大同高級商工職業学校と姉妹校締結
- 1978年1月31日 - 保育科に松下電器産業株式会社のテクニトーンMLシステム48台を導入
- 1978年4月1日 - 保育科・秘書科を設置し、校名と内容が一致しない為、校名を宮崎電子工業高等学校から宮崎第一高等学校に変更
- 1979年1月16日 - 校長に佐藤一一が就任し、理事長と兼務する
- 1979年8月4日 - 都築学園グループ傘下である九州学院大学・霧島女子短期大学と姉妹校を締結。後に2つの大学は第一薬科大学・第一経済大学・第一工業大学・第一教育短期大学・第一保育短期大学に分かれた。
- 1981年4月1日 - 無線通信科を電子科に統合し、新たに商業科を設置して情報処理科、秘書科を統合する
- 1981年8月1日 - シャープのマイクロコンピュータMZ-80K2を17台導入
- 1982年9月1日 - 校長に遠山和多留が就任
- 1983年4月1日 - 総定員を1005名、1学年を335名に変更
- 1983年12月10日 - 従来の食堂396平方メートルを改造して飛龍鍛錬棟を造成
- 1984年6月1日 - 三菱電機の日本語プロセッサ OA-100Eを27台導入
- 1985年5月8日 - 香港・マカオ・中国の中山県への修学旅行が始まる
- 1985年5月9日 - 香港のマリノール実業高校と姉妹校締結
- 1985年7月15日 - 礼法室兼合宿室47.78平方メートルを改装新築
- 1986年1月29日 - ブロック鉄格子軽量造部室（1階）兼自転車置き場（2階）延べ160.14平方メートルを新築
- 1986年4月1日 - 電子科に三菱電機のパーソナルコンピュータMULTI 16を27台導入
- 1987年4月1日 - 普通科を新設し、総定員1200名、1学年400名へ変更
- 1989年4月1日 - 文理科を新設し、総定員1350名、1学年450名へ変更
- 1989年6月20日 - ハワイへの修学旅行開始
- 1990年4月1日 - 校長に河野幸榮が就任
- 1990年7月1日 - 現在地（大字郡司分字平田迫甲）に学園が移転（校地57583.1平方メートル・校舎4階10796平方メートル・体育館2階2717.40平方メートル）
- 1991年8月29日 - キヤノン製の日本語ワードプロセッサ、キャノワード4500を63台導入
- 1992年4月1日 - 保育科の募集停止
- 1994年4月1日 - 宮崎第一中学校開校、中高一貫教育開始
- 1994年8月1日 - 日本電気製パーソナルコンピュータ、NEC PC-9801を45台導入
- 1996年4月1日 - 1学年350名に変更
- 1996年4月1日 - 電気科を情報通信科、商業科を経済情報科に改名
- 1998年4月1日 - 校長に石澤彰一が就任
- 1999年4月1日 - 情報通信科募集停止
- 2000年3月1日 - 45周年記念図書館・多目的ホール完成
- 2000年4月1日 - 学園が保有する科と校歌との齟齬が大きくなった為、校歌の一部を改訂
- 2000年4月18日 - ボストン・オークランドへの修学旅行開始
- 2000年8月21日 - 三菱製のコンピュータAPRICOT cx220を50台導入
- 2000年11月1日 - 学園創立45周年記念式典を挙行
- 2001年3月31日 - 情報通信科を廃止
- 2001年7月30日 - 三菱製のコンピュータAPRICOT cx230を55台導入
- 2002年2月1日 - 文理科ドミトリー新築完成
- 2002年4月1日 - 経済情報科を国際マルチメディア科に改名
- 2004年4月1日 - 校長に志垣澄幸が就任
- 2004年4月20日 - ボストン・ロサンゼルスへの修学旅行開始
- 2005年10月31日 - 学園創立50周年記念式典を挙行
- 2005年10月31日 - 高等部スポーツ寮改築完了
- 2006年7月3日 - ヤマダ電機傘下のFRONTIER製の組み立て式コンピュータKOUZIROを50台導入
- 2007年7月30日 - 野球場に天井ネット設置
- 2007年8月30日 - グラウンドに照明設置
- 2009年4月1日 - 普通科・国際マルチメディア科の学則定員変更、総定員900名、1学年300名へ変更
- 2010年3月1日 - 校舎・体育館・図書館・運動場の大規模改修工事終了
- 2010年4月1日 - 中学校・高等学校校長に關紀洋が就任
- 2010年12月7日 - 55周年記念テニスコート完成
- 2010年12月20日 - ヒューレットパッカード製コンピュータCompaq8100を55台導入
- 2011年8月31日 - 第一調理実習室改修工事完了
- 2012年5月1日 - 新校舎完成
- 2013年11月11日 - 全館のトイレをウォシュレット付きに全面改装
- 2013年12月25日 - 第二パソコン室にLenovo製コンピュータ46台導入
- 2014年11月1日 - 創立者佐藤一一の胸像建立
- 2015年11月1日 - 学園創立60周年記念式典を挙行
- 2017年4月1日 - 電気科への女子生徒受け入れ開始

## 主な部活動
運動部
- 剣道部
- レスリング部
- 空手道部
- サッカー部
- テニス部（硬式）
- 陸上部
- 野球部
- バレーボール部
- バドミントン部
- バスケットボール部

文化
- 茶道部
- クイズ研究部
- 文芸部
- 園芸部
- ワープロ部
- 電卓競技部
- ボランティア部
- 放送部
- 吹奏楽部
- 美術部
- かるた部
- 書道部
- 将棋部
- 商品開発部
- 簿記部

同好会
- ダンス同好会
- 英語ディベート同好会
- ロボット同好会
- 合唱同好会

校外部活
- 水泳部（校外）
- 馬術部（校外）
- ゴルフ部（校外）

活動停止部活動・同好会
- 物理同好会
- 化学同好会
- 生物同好会

## 主な行事
1学期
- 4月
  - 入学式 - 宮崎市民文化ホールを借りて行われる。
  - 修学旅行 - 中学部は沖縄、高等部は韓国（2017年からは台湾）、アメリカハワイ、ロサンゼルス
  - 近辺清掃奉仕活動 - 学園周辺の清掃を行う。
- 6月
  - 卒業生講演会
- 7月
  - 定期講演会
  - テーブルマナー
- 8月
  - 夏季補習（文理科）

2学期
- 9月
  - 飛龍祭 - 文化の部、体育の部がそれぞれ1日ずつ行われている。
- 10月
  - オープンスクール
  - クラスマッチ
- 11月
  - 創立記念日
  - 定期講演会
  - 生徒会役員選挙 - 中等部・高等部それぞれで別途の生徒会が組織される
- 12月
  - 強歩会 - 全校生徒で数十キロを踏破する。当初は夜通し学園から鵜戸神宮まで歩いた。現在は学園から青島の往復。

3学期
- 1月
  - ディベート大会（文理科）
  - 寒中水泳 - 大寒の日に宮崎市白浜海岸で行われている。普通科・国際マルチメディア科・電気科は3年生が就職活動に向けて、文理科は2年生が受験に向けて入水する。
- 2月
  - 建国記念講話
- 3月
  - クラスマッチ
  - 百人一首大会
  - 卒業式 - 宮崎市民文化ホールを借りて行われる。

## 特色
- 宮崎第一高等学校の普通科は部活での活躍によって進学や就職を目指す学科である。つまり一般的な高校の普通科とは異なる。代わりに文理科がその役を負う。
- 宮崎県内の私立高校には珍しく系列に大学や短大が存在しない。
- スクールバスや寮の存在、駅が近いことなどが理由で県内外各地から多くの生徒が集まる。
- 寮は宮崎第一中学高等学校ドミトリーが存在する。
- 式典（入学式、卒業式）では中等部で組織されたマーチングバンドが校旗を掲台させる。
- 校舎の設計意匠は船をモチーフにしている。この為、学園内にある学食はSHIP（シップ）の愛称で親しまれている[6]。
- 学園自ら旭進出版という出版部を保持しており佐藤一一をはじめ学園に関する書籍が幾つかがそこから発刊されている。
- 年に一度、飛龍天馬という学園広報誌が旭進出版から発刊されている。
- 学園が経済難になった1973年（昭和48年）、同じ宮崎県出身で佐藤の友人であった西山広喜から、経済的支援を受けた[7]。ただし西山は教育は政治的に中立であるべき、という考えから、近年まで公にされていなかった[8]。体育館裏に西山の紹介と彼をしのぶ像が存在するが像に彫られている名前は西山広輝となっている。

## 著名な卒業生
- 藤崎紘範（元・東北楽天ゴールデンイーグルス、引退後は打撃投手）
- 崎田恭平（宮崎県日南市長）
- 黒木渚（シンガーソングライター）
- Bigfumi（シンガーソングライター、レスリング部）
- 西村拳（空手選手）
- 野田あすか(ピアニスト)